# Valente Pastor
Valente Pastor (El Grullo, Jalisco, 13 de febrero de 1956) es un cantante y actor del género regional mexicano.

## Biografía
Valente Pastor es un cantante y actor mexicano nacido en "El Grullo", "Jalisco", "México". 13 de febrero de 1956 hijo de José Ruiz y María del Socorro

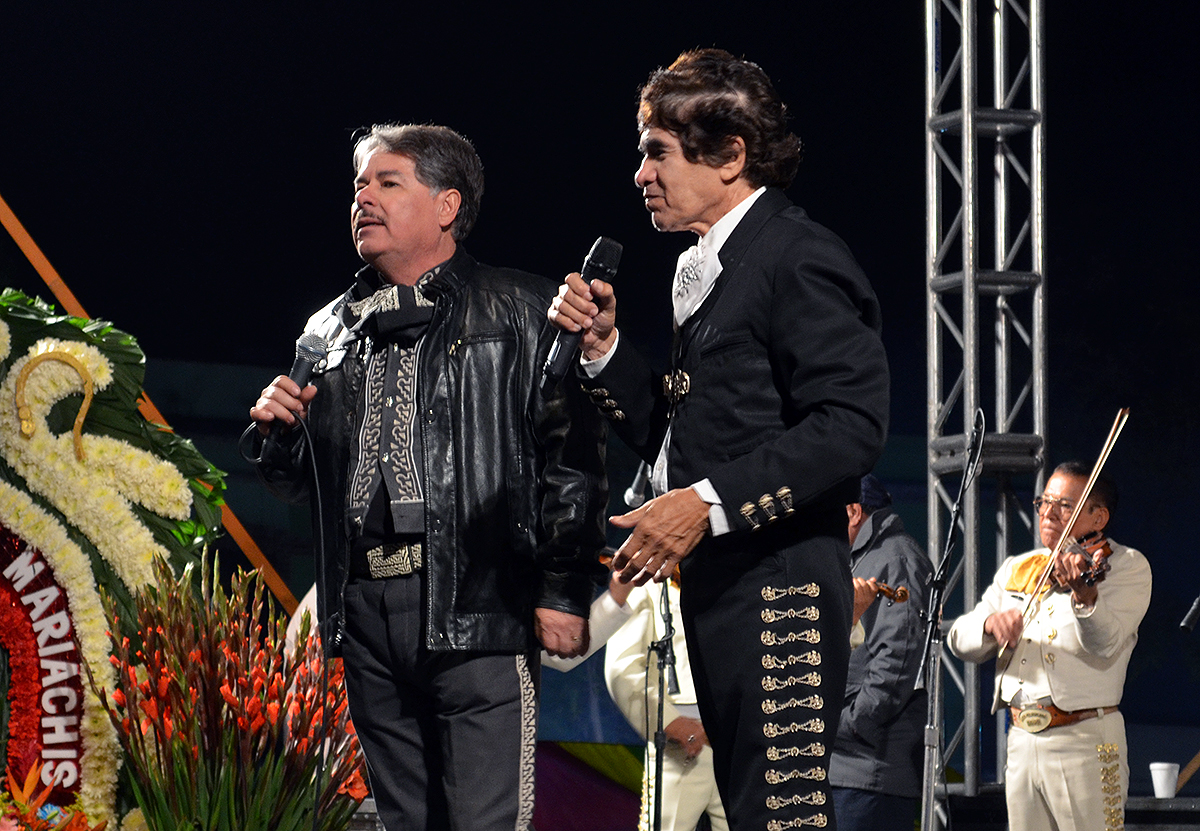
Valente Pastor y Humberto Cravioto

## Trayectoria
Inició su trayectoria como solista cantando junto a un mariachi femenil. Después, cantó en diferentes restaurantes y bares. También trabajó en el Million Dollar Theater, en Los Angeles, California, junto al cantante y compositor Juan Gabriel, siendo ésta una experiencia muy enriquecedora. Además, ha cantado en palenques y teatros del pueblo de todo México, así como en recintos de numerosas ciudades de Estados Unidos y de Centroamérica.
Cuando contaba con 23 años de trayectoria profesional, la representante de artistas Ana María Chabat, y el conductor de televisión Paco Stanley, tuvieron la idea de resaltar la importancia de las voces en la canción mexicana, impulsándolos a formar el proyecto de los Tres Tenores Mexicanos, que reunió a tres distintas tesituras de voz: tenor dramático, Valente Pastor; tenor lírico, Alberto Ángel “El Cuervo”; y tenor ligero, Humberto Cravioto. A la compañía disquera RCA Víctor le interesó grabarlos actualmente, llevan 16 discos juntos.

### Estilo musical
Se ha especializado en banda sinaloense y música ranchera regional mexicana; Tiene la capacidad de cantar arias de ópera.
El cantante Rubén López “El Becerro”, de El Grullo, Jalisco, le prestó su mariachi, lo cual le permitió pagar su primera clase de canto y su primer traje de charro, siendo esta situación la que le llevó a decidir que su camino y su pasión es cantar la música ranchera.
Como cantante de dicho género, comenzó con los sones, interpretando El Carretero, Las Olas, El Arriero. En RCA Victor Golden realizó su primera producción, Dos amores, la norteña de mis amores, con el disco Ahí le va, pariente.

### Influencias
Se ha relacionado con figuras del medio artístico mexicano, llegando a ser apadrinado por Eduardo Manzano “El Polivoz”, y por la actriz Yolanda del Río, quien lo invitó a participar en dos películas que ella produjo.
También conoció a Luis Aguilar “El Gallo Giro”; al cantante Jorge Valente, de Zacoalco de Torres, Jalisco, y autor de Fea, Amorosa y El Vicio. También ha tenido trato con Nicolás Curiel, un afamado charro de Tequila, Jalisco.

### Vídeos musicales y actuaciones
En la pantalla grande participó en las películas La jorobada y Lazos de sangre, con Yolanda del Río; Mi Amigo El trampas, con Lina Santos y Mario Almada; Bastardos, con Irma Dorantes, Alberto Ángel “El Cuervo” y Humberto Cravioto; Gallos y caballos con Lina Santos y Mario Almada, y en Víctimas del hambre, con Jorge Vargas, Edna Volcán y Carlos Ignacio.

## Vida privada
Reside en la ciudad de Guadalajara, Jalisco, México, aunque su infancia transcurrió en El Grullo, Jalisco, donde fue un niño feliz que jugaba al trompo, a las canicas, a la soguilla y al fajo escondido, por lo cual él se considera ranchero y ha podido llevar esa identidad campirana a su trabajo artístico. También hizo las funciones de monaguillo, panadero, mandadero, y estuvo muy protegido por sus familiares. A los diez años de edad descubrió su gusto por la música y, como era vaquero, en el campo cantaba la canción "El perro negro", de José Alfredo Jimenez.
Fue criado por su madre, junto a sus siete hermanos; a los 14 años, su padre lo envió a la Ciudad de México, donde trabajó en el restaurante El Amanecer Tapatío, propiedad de La Chuy, que contaba con 100 empleados, desempeñándose como bodeguero y garrotero. Allí tuvo la oportunidad de convivir con el músico, trompetista y cantante Felipe Arriaga, así como con el cantante Vicente Fernández, en la época en que interpretaba la canción De qué manera te olvido.
Contrajo nupcias con Macrina Ramos, en la iglesia de Santa María de Guadalupe, en "El Grullo", Jalisco, el 12 de abril de 1986. De dicha unión nacieron Dulce, Ámbar y Columba
Su vida familiar destaca por la unidad, ya que trata de pasar la mayor cantidad de tiempo con su esposa, sus hijas y sus nietos. Cuando sus hijas eran pequeñas, lo acompañaban a todas las presentaciones, además de que actualmente van con frecuencia a su ciudad natal.

## Discografía[2]
- Al Son de la Trompeta

- Con Arpa y Trompeta

- Una Provadita de México

- Valente Pastor con Mariachi

- Valente Pastor

- Me Gustan Todas

- Valentina Leyva y Valente Pastor interpretan a José Alfredo Jiménez

- Sentimientos de México

- La Voz Más Mexicana

- 20 corridos de caballos En Vivo

- El Eterno y Yo

- Los Tres Tenores Mexicanos

- Huapangos, 3 Tenores Mexicanos

- Geografía Musical Vol. 1, Tres Tenores Mexicanos

- Geografía Musical Vol. 2, Tres Tenores Mexicanos

- Geografía Musical Vol. 3, Tres Tenores Mexicanos

- 25 años de Éxitos, los tres tenores mexicanos

- Felicidades, los tres tenores mexicanos (Serenata)

- Clásicas, los tres tenores mexicanos

- Suite Española de Agustín Lara, los Tres Tenores Mexicanos

- Acompañando a Valente Pastor

- Una reina holandesa y tres tenores mexicanos

## Premios
- Medalla de Jorge Negrete como Revelación en el Festival Ranchero, en 1983.[4]
- Luminaria de Oro, En 2004 le fue otorgada la por ser uno de los grandes exponentes de la música mexicana, que está en la Plaza de las Estrellas, en la Ciudad de México.
- Premio Gaviota En 2017, por su trayectoria como cantante, intérprete y actor de talla internacional.